# 蘇袞榮
蘇袞榮（？—？）字子褒，艋舺頂新街（現臺北市萬華區西昌街）人，原籍晉江。清朝官員，曾為恩貢，後任內閣中書。曾與張書紳、陳霞林等人擔任《淡水廳志》採訪。

## 生平
同治元年（1862年）恩貢，同治四年（1865年）參加鄉試中舉，授內閣中書。與陳維英、 張書紳、林耀鋒等人合稱「淡水五子」。